# Викторианская футбольная лига
Викторианская футбольная лига (англ. Victorian Football League), сокращённо ВФЛ (англ. VFL) — крупнейшая лига и соревнование по австралийскому футболу в штате Виктория. Образована в 1877 году как Викторианская футбольная ассоциация (англ. Victorian Football Association), в 1994 году объединена с Футбольной лигой штата Виктория и получила современное наименование в 1996 году. Иногда она называется ВФА/ВФЛ, чтобы её не путали с Австралийской футбольной лигой, которая до 1990 года также называлась Викторианской футбольной лигой (она же называется ВФЛ/АФЛ).
Викторианская футбольная ассоциация, основанная в 1877 году, является вторым старейшим соревнованием по австралийскому футболу и была призвана объединить клубы по территориальному признаку. До 1896 года она считалась высшим уровнем клубного австралийского футбола в штате Виктория в 1896 году, пока не была образована Викторианская футбольная лига, ставшая позже известной как Австралийская футбольная лига. С 1897 по 1995 годы ВФА не зависела от ВФЛ и оставалась вторым по значимости клубным турниром в Виктории. ВФА наиболее популярной была в 1940-е годы благодаря своду правил, делавшему игру более динамичной, а также в 1970-е годы благодаря играм по воскресеньям (ВФЛ проводила свои матчи по субботам), но не снискала такой же популярности, как ВФЛ/АФЛ.
С 1995 года этим чемпионатом управляет Лига австралийского футбола Виктории. Чемпионат является одним из полупрофессиональных турниров по австралийскому футболу на втором ярусе (на первом находится Австралийская футбольная лига в которой играют только профессиональные клубы). С 2018 года в турнире будут играть 15 команд со всего штата, 9 из которых ведут своё происхождение ещё со времён ВФА. С 2000 года в турнире участвуют и фарм-клубы команд Австралийской футбольной лиги, где пробуют свои силы резервисты и потенциальные игроки основного состава. С 2016 года в Виктории проводится чемпионат штата среди женских команд.

## Клубы сезона 2018 года
| Уильямстаун Порт Мельбурн Кобург Норзерн Блюз Сэндрингем Бокс Хилл Уэрриби Кэйси Коллингвуд Эссендон Футскрэй Норт Мельбурн Ричмонд ФрэнкстонКлубы Викторианской футбольной лиги 2018 года | ДжилонгКлубы Викторианской футбольной лиги 2018 года (вне Мельбурна) |

## Чемпионы

### Финалы с 2006 года
| Сезон | Чемпион         | Счёт        | Финалист         | Счёт       | Стадион           | Зрителей | Памятная медаль Норма Гросса       |
| ----- | --------------- | ----------- | ---------------- | ---------- | ----------------- | -------- | ---------------------------------- |
| 2018  | Бокс Хилл Хоукс | 10.12 (72)  | Кэйси Димонз     | 8.14 (62)  | Марвел Стэдиум    | 12884    | Дэвид Мирра (Бокс Хилл Хоукс)      |
| 2017  | Порт Мельбурн   | 11.8 (74)   | Ричмонд          | 10.10 (70) | Этихад Стэдиум    | 17159    | Сэм Ллойд (Ричмонд)                |
| 2016  | Футскрэй        | 13.19 (97)  | Кэйси Скорпионс  | 10.6 (66)  | Этихад Стэдиум    | 17348    | Лин Йонг (Футскрэй)                |
| 2015  | Уильямстаун     | 18.12 (120) | Бокс Хилл Хоукс  | 8.18 (66)  | Этихад Стэдиум    | 12900    | Майкл Гиббонс (Уильямстаун)        |
| 2014  | Футскрэй        | 16.13 (109) | Бокс Хилл Хоукс  | 13.9 (87)  | Этихад Стэдиум    | 23816    | Бретт Гудз (Футскрэй)              |
| 2013  | Бокс Хилл Хоукс | 14.15 (99)  | Джилонг          | 11.12 (78) | Этихад Стэдиум    | 15100    | Джонатан Симпкин (Бокс Хилл Хоукс) |
| 2012  | Джилонг         | 14.24 (108) | Порт Мельбурн    | 11.9 (75)  | Этихад Стэдиум    | 14536    | Джордж Хорлин-Смит (Джилонг)       |
| 2011  | Порт Мельбурн   | 22.12 (144) | Уильямстаун      | 13.10 (88) | Этихад Стэдиум    | 11804    | Тоби Пинвилл (Порт Мельбурн)       |
| 2010  | Норт Балларат   | 20.13 (133) | Норзерн Баллантс | 13.8 (86)  | Этихад Стэдиум    | 11000    | Майлз Сьюэлл (Норт Балларат        |
| 2009  | Норт Балларат   | 14.7 (91)   | Норзерн Баллантс | 10.8 (68)  | Этихад Стэдиум    | 14026    | Оррен Стивенсон (Норт Балларат)    |
| 2008  | Норт Балларат   | 18.12 (120) | Порт Мельбурн    | 11.9 (75)  | Телстра Доум      | 11641    | Джош Смит (Норт Балларат)          |
| 2007  | Джилонг         | 17.24 (126) | Кобург           | 7.10 (52)  | Эм-Си Лейбор Парк | 13842    | Том Лонерган (Джилонг)             |
| 2006  | Сэндрингем      | 13.13 (91)  | Джилонг          | 11.7 (73)  | Оптус Овал        | 6000     | Филлип Рид (Сэндрингем)            |

## Президенты Викторианской футбольной ассоциации
Ниже приводится список президентов Викторианской футбольной ассоциации с момента её образования в 1877 году и до преобразования Викторианской футбольной лиги в 1994 году.
| Номер | Президент          | Клуб                | Годы      |
| ----- | ------------------ | ------------------- | --------- |
| 1     | Уильям Кларк       | Мельбурн            | 1877—1881 |
| 2     | Джеймс Гартон      |                     | 1882—1886 |
| 3     | Фрэнк Грей Смит    | Мельбурн            | 1887—1896 |
| 4     | Теодор Финк        | Ричмонд             | 1897—1900 |
| 5     | Джеймс Холл        | Уильямстаун         | 1901—1902 |
| 6     | Джон Джордж Эйкман | Эссендон Ассосиэйшн | 1903—1928 |
| 7     | Джон Джеймс Листон | Уильямстаун         | 1929—1944 |
| 8     | Генри Цвар         | Престон             | 1944—1946 |
| 9     | Скуайр Рид         | Окли                | 1947—1949 |
| 10    | Фрэнк Хартнетт     | Кэмберуэлл          | 1949—1950 |
| 11    | Льюис Пэйдж        | Брайтон             | 1951—1953 |
| 12    | Алек Гиллон        | Брансуик            | 1954—1980 |
| 13    | Алан Уикс          | Фрэнкстон           | 1981—1984 |
| 14    | Брук Андерсен      | Брансуик            | 1985—1989 |
| 15    | Джон Грив          | Уильямстаун         | 1989—1992 |
| 16    | Тони Ханнебери     | Уильямстаун         | 1993—1994 |